# Erwin Giesing
 (décembre 2022).
La mise en forme du texte ne suit pas les recommandations de Wikipédia : il faut le « wikifier ».
Les points d'amélioration suivants sont les cas les plus fréquents :
- Les titres sont pré-formatés par le logiciel. Ils ne sont ni en capitales, ni en gras.
- Le texte ne doit pas être écrit en capitales (les noms de famille non plus), ni en gras, ni en italique, ni en « petit »…
- Le gras n'est utilisé que pour surligner le titre de l'article dans l'introduction, une seule fois.
- L'italique est rarement utilisé : mots en langue étrangère, titres d'œuvres, noms de bateaux, etc.
- Les citations ne sont pas en italique mais en corps de texte normal. Elles sont entourées par des guillemets français : « et ».
- Les listes à puces sont à éviter, des paragraphes rédigés étant largement préférés. Les tableaux sont à réserver à la présentation de données structurées (résultats, etc.).
- Les appels de note de bas de page (petits chiffres en exposant, introduits par l'outil «  Source ») sont à placer entre la fin de phrase et le point final[comme ça].
- Les liens internes (vers d'autres articles de Wikipédia) sont à choisir avec parcimonie. Créez des liens vers des articles approfondissant le sujet. Les termes génériques sans rapport avec le sujet sont à éviter, ainsi que les répétitions de liens vers un même terme.
- Les liens externes sont à placer uniquement dans une section « Liens externes », à la fin de l'article. Ces liens sont à choisir avec parcimonie suivant les règles définies. Si un lien sert de source à l'article, son insertion dans le texte est à faire par les notes de bas de page.
- La présentation des références doit suivre les conventions bibliographiques. Il est recommandé d'utiliser les modèles {{Ouvrage}}, {{Chapitre}}, {{Article}}, {{Lien web}} et/ou {{Bibliographie}}. Le mode d'édition visuel peut mettre en forme automatiquement les références.
- Insérer une infobox (cadre d'informations à droite) n'est pas obligatoire pour parachever la mise en page.

Pour une aide détaillée, merci de consulter Aide:Wikification.
Si vous pensez que ces points ont été résolus, vous pouvez retirer ce bandeau et améliorer la mise en forme d'un autre article.
Erwin Giesing, né à Oberhausen le 7 décembre 1907 et mort à Krefeld le 22 mai 1977, est un médecin oto-rhino-laryngologiste allemand. Il est connu pour avoir été le médecin traitant d'Adolf Hitler.

## Biographie
Après avoir obtenu son diplôme d'études secondaires en 1926, Erwin Giesing étudie la médecine aux universités de Marburg, Düsseldorf et Cologne. Après avoir terminé ses études, il obtient son doctorat à Cologne en 1932.
Il travaille ensuite comme médecin assistant à l'hôpital Rudolf Virchow à partir de 1929 et, après avoir terminé sa formation de spécialiste en médecine ORL en 1936, a travaillé comme spécialiste dans cette clinique jusqu'en 1939.
Giesing adhère au Parti National Socialiste Allemand (NSDAP) dès 1932, avant que les nazis ne prennent le pouvoir.
Il était également membre de la S.A., dans laquelle il a atteint le grade de SA-Sturmbannführer.
Après le début de la Seconde Guerre Mondiale, il fait son service militaire dans la Wehrmacht et travaille dans plusieurs Hôpitaux militaires, a partir de 1940, comme médecin-chef de réserve.
Puis il devient médecin-chef de la Luftwaffe.

### Attentat du 20 Juillet 1944
Après au moins six tentatives échouées de tuer Adolf Hitler, Claus von Stauffenberg décide de commettre un attentat contre lui lors d'une conférence le 20 juillet 1944. Son projet est de liquider dans le même temps Goering et Himmler.
Stauffenberg, qui n'avait encore jamais rencontré Hitler, apporte la bombe dans une mallette qu'il place au sol avant de s'absenter pour un appel.
La bombe explose et tue quatre personnes, blessant sévèrement Hitler au bras droit.

### Examen médical à la suite de l'attentat
Le secrétaire d’Hitler, Traudl Junge, auteur de To The Last Hour: Hitler's Last Secretary (2002), commenta à ce sujet : « Bien qu'il se sentait indemne, Hitler fit appel à un spécialiste ORL de Berlin, parce que son audition lui causait des troubles et des maux de tête. »
Erwin Giesing est donc appelé au « quartier général du Führer Wolfsschanze » pour soigner les blessures à l'oreille d'Adolf Hitler.
Le docteur Giesing découvrit que l'un de ses tympans avait explosé et l'autre était endommagé.
Giesing indiqua plus tard  qu'Hitler n'était pas un « homme puissant et craint » avec une personnalité « fascinante » ou même « hypnotique ».
« L'impression qu'il me fit fut celle d'un homme vieilli prématurément, un homme épuisé voire exténué et essayant de conserver les vestiges de sa force d'antan. Je ne fus pas très impressionné par ses yeux et son regard prétendument pénétrant ou par sa personnalité réputée magistrale voire tyrannique, dont j'avais entendu parler dans la presse, à la radio ou par des propos rapportés. »
Le docteur Giesing fit à Hitler un examen complet : « Hitler repoussa le couvre-lit et se redressa dans sa tenue de nuit afin que je puisse examiner son corps. Il était globalement quelque peu émacié et je pus détecter distinctement des flatulences (provenant de gaz intestinaux).... Les réflexes du péritoine lors des tests avec une aiguille semblaient très concluants. J'ai alors demandé à Hitler de se soumettre à un examen de contrôle neurologique, ce qu'il accepta... je ne trouvais rien d'anormal au niveau des parties génitales... La peau pâle était presque sèche sans sueur au niveau des aisselles. Les réflexes des triceps et des bras étaient bons de chaque côté, les réflexes spasmodiques sur les extrémités supérieures furent négatifs. » Hitler dit à Giesing : « J'espère que tout va rentrer dans l'ordre bien vite. Même mes crampes intestinales se calment. Je n'ai pratiquement rien pu manger les trois derniers jours donc mes intestins se sont pratiquement vidés... et j'ai pu me reposer... merci de jeter un œil au niveau de mon nez et d'y mettre vos trucs de cocaïne. »
Giesing put examiner Hitler de très près : « Il était une figure politique bien trop puissante et bien trop convaincue de la justesse absolue de ses opinions, et il n'aurait jamais toléré personne d'aussi intelligent ou éclairé près de lui. Il avait la simple croyance qu'il comprenait mieux les choses, et qu'il pouvait faire les choses mieux que quiconque. J'ai observé comment il se contrôlait — et se concentrait durant nos conversations d'alors... des différences d'opinions ont surgi, mais quiconque... avait la malchance d'apporter de mauvaises nouvelles tombait... avec un discrédit certain mettant en péril sa position et son futur... Hitler était convaincu presque exclusivement par les statistiques et il adorait que les choses lui soient présentées en pourcentages ou d'autres éléments chiffrés. »
Heinrich Himmler avertit Hitler qu'il était en danger de se faire empoisonner par ses docteurs. Après que les médecins accompagnateurs d'Hitler Karl Brandt et Hanskarl von Hasselbach eurent critiqué les pratiques de traitement de son médecin personnel Theo Morell, Giesing, en tant qu'initiateur de la dispute des médecins, fut démis de ses fonctions de médecin accompagnateur aux côtés de Brandt et Hasselbach début octobre 1944.
Ils furent remplacés sur recommandation de Himmler par le physicien SS Dr Ludwig Stumpfegger.
Linge, le valet d’Hitler, souligna : « Hitler n'acceptait des médicaments que venant de moi. Sa méfiance devenait excessive. Depuis le début d'octobre, il pouvait entendre la teneur de propos murmurés à cinq ou six pas de distance, mais cela ne soulageait en rien ses soupçons, ce qui rendait la vie de tous infernale. Si je n'avais pas eu les nerfs solides, j'aurais eu du mal a gérer tout cela. »

### Après-guerre
Après la fin de la guerre, il fut arrêté par l'armée des États-Unis et interrogé à plusieurs reprises sur les maladies d'Hitler. Le 12 juin 1945, il soumit un « rapport sur le traitement » à Hitler à l'unité de renseignement militaire américaine et en novembre 1945 un autre rapport.
En mars 1947, il est libéré. Il a ensuite rejoint sa famille à Krefeld, où il s'est établi comme médecin ORL.
Il a ensuite donné des entrevues à des auteurs révisionnistes historiques tels que David Irving et Werner Maser, ainsi que des informations à la télévision sur les maladies d'Hitler, récits que les témoins et historiens contemporains qualifient parfois de peu crédibles.
Il meurt à Krefeld le 22 mai 1977.